# Ferrières (Charente-Maritime)
Ferrières é uma comuna francesa na região administrativa da Nova Aquitânia, no departamento de Charente-Maritime. Estende-se por uma área de 7,59 km². Em 2010 a comuna tinha 975 habitantes (densidade: 128,5 hab./km²).